# 天主教巴塔教區
天主教巴塔教區（拉丁語：Dioecesis Bataensis）是赤道幾內亞一個羅馬天主教教區，屬馬拉博總教區。
1965年8月9日設立木尼河宗座代牧區，1966年5月4日升為教區。
教區範圍包括濱海省。2006年有教友141,000人（佔轄區總人口99.3%）、廿六個堂區、六十五名司鐸。現任教區主教為若望·馬托戈·奧亞納。